# Gianfranco Todisco

Wappen von Gianfranco Todisco

Gianfranco Todisco POCR (* 23. März 1946 in Neapel) ist ein italienischer Ordensgeistlicher und emeritierter römisch-katholischer Bischof von Melfi-Rapolla-Venosa.

## Leben
Gianfranco Todisco trat der Ordensgemeinschaft der Pii Operai Catechisti Rurali bei, legte am 4. Oktober 1968 die Profess ab und empfing am 5. Dezember 1970 die Priesterweihe.
Papst Johannes Paul II. ernannte ihn am 13. Dezember 2002 zum Bischof von Melfi-Rapolla-Venosa. Die Bischofsweihe spendete ihm der Apostolische Nuntius in Italien und San Marino, Erzbischof Paolo Romeo, am 8. Februar des nächsten Jahres; Mitkonsekratoren waren Giuseppe Agostino, Erzbischof von Cosenza-Bisignano, und sein Amtsvorgänger Vincenzo Cozzi.
Papst Franziskus nahm am 21. April 2017 seinen vorzeitigen Rücktritt an.